# نعیم آلای
نعیم آلای (آلبانیایی: Naim Allaj؛ زادهٔ ۳۰ نوامبر ۱۹۵۰) بازیکن فوتبال اهل آلبانی بود.
از باشگاه‌هایی که در آن بازی کرده‌است می‌توان به اشاره کرد.
وی همچنین در تیم ملی فوتبال آلبانی بازی کرده‌است.